# Bolagsstämmorna
Bolagsstämmorna är Handelshögskolans i Göteborg studentkårs blandade kör. Kören bildades 1984. Det fyndiga namnet skapades i samband med körens bildande.
Körens motto är: ”Ju roligare vi har, desto bättre låter vi!"

## Verksamhet
Kören underhåller på många Handelsarrangemang, såsom skolans ceremoniella diplomeringar och upprätthåller traditioner som luciafirande i Hagakyrkan. Kören genomför i regel en publik konsert per termin med varierande teman per år. Vid det årliga Valborgsfirandet i Trädgårdsföreningen sjunger kören in våren. Vidare utför Bolagsstämmorna uppdrag för privata, statliga och kommersiella aktörer i samband med diverse tillställningar och högtider.

## Medlemmar
Kören består av drygt 10 personer per stämma, sopran, alt, tenor och bas och framför ofta verk i upp till åtta stämmor. Antagning av nya medlemmar sker vanligtvis vid terminsstart i de fall det finns lediga platser i någon stämma. Det krävs ej att medlemmar är studenter även om majoriteten av medlemmarna är detta. Repetitionerna sker i Handelshögskolans lokaler och avslutas traditionellt med kör-öl, även kallat kröl.

## Sång och gemenskap
Våren 2024 firade Bolagsstämmorna sitt fyrtioårsjubileum under parollen ”40 år av sång och gemenskap”. Vid festligheterna deltog korister från alla tidsepoker genom körens historia och många vittnade om den viktiga gemenskap som Bolagsstämmorna alltid har uppvisat. Bolagsstämmorna upprätthåller de studentikosa sångtraditionerna, men har också spelat en viktig roll i att få nya studenter att känna sig välkomna på högskolan, att få nytillkomna göteborgare att känna tillhörighet till sin stad och att få många musikaliska talanger att våga blomma ut. Livslånga vänskapsband har knutits mellan körmedlemmar. 1990 skedde det första bröllopet mellan två personer som träffats i kören och 2013 antogs det första Bolagsstämme-barnet som korist, alltså en dotter till två föräldrar som tidigare sjungit med Bolagsstämmorna.

## Dirigenter
- 1984 - 1987 Kerstin Nilsson
- 1987 - 1989 Tore Sunesson
- 1989 - 1991 Åsa Bjenning Garnbratt
- 1991 - 1993 Helena Klahr (f Pierre)
- 1993 - 199? Jonas Franke-Blom
- 1996 - 199? Åsa Rudman
- 199? - 1999 Mattias Alkman
- 1999 - 2002 Daniel Öhrberg
- 2002 - 2004 Magnus Ragnarsson
- 2004 - 2006 Caroline Hernberger
- 2006 - 2007 Magdalena Ahlberg
- 2007 - 2009 Stina Klintbom
- 2009 - 2013 Tove Åhrman
- 2013 - 2017 Jonathan Hiller
- 2017 -         Amanda Elvin